# Stefan Anghelov
Stefan Anghelov (în bulgară Стефан Ангелов; n. 7 ianuarie 1947, Beala voda, Belene, Plevna, Bulgaria – d. 21 decembrie 2019) a fost un luptător bulgar, medaliat olimpic. A participat la 2 ediții ale Jocurilor Olimpice (1972, 1976) în care a câștigat două medalii de bronz.